# 무네무라 무네지
무네무라 무네지(일본어: 宗村 宗二, むねむら むねじ, 1943년 10월 1일~)는 일본의 은퇴한 레슬링 선수로 1968년 하계 올림픽 그레코로만형 라이트급에서 금메달을 획득했다.

## 경력
니가타현 구로사키정에서 태어났으며 니가타 마키 농업고등학교와 메이지 대학을 졸업했다. 고교 시절인 1962년 인터하이에서 3위에 올랐으며 대학 진학 후 여러 일본 국내 대회에 입상했다.
1965년에 일본 국가대표 선수로 발탁되었으며 6월에 핀란드 탐페레에서 열린 1965년 세계 선수권 대회에서 그레코로만형  라이트급 4위에 올랐다. 이후 1966년 6월 미국 털리도에서 열린 1966년 세계 선수권 대회에서도 지난 대회에 이어 4위에 올랐다.
1968년 멕시코의 멕시코시티에서 열린 1968년 하계 올림픽에 참가했으며 유고슬라비아의 스테반 호르바트와 그리스의 페트로스 갈락토풀로스를 제치고 금메달을 획득했다. 그는 대회 첫 상대인 이탈리아의 피에로 벨로티를 시작으로 아르헨티나의 카를로스 알베르토 바리오, 프랑스의 기 마르샹, 헝가리의 슈테르 언털, 핀란드의 에로 타피오, 그리스의 갈락토풀로스를 모두 꺾고 결승에 올랐다. 이후 결승에서도 호르바트와 갈락토풀로스를 상대로 모두 승리하면서 금메달을 차지했다. 그는 아시아 최초로 올림픽 레슬링 그레코로만형 라이트급을 우승한 선수로 2012년 하계 올림픽 당시 김현우가 우승하기 전까지 해당 체급의 유일한 아시아인 우승자였다. 또한 일본 선수로는 유일한 해당 체급 금메달리스트이다.